# Santa Eulalia de Roians
Santa Eulalia de Roians (en francès Sainte-Eulalie-en-Royans) és un municipi francès situat al departament de la Droma i a la regió d'Alvèrnia-Roine-Alps. L'any 2007 tenia 502 habitants.

## Demografia

### Població
El 2007 la població de fet de Sainte-Eulalie-en-Royans era de 502 persones. Hi havia 176 famílies de les quals 36 eren unipersonals (16 homes vivint sols i 20 dones vivint soles), 52 parelles sense fills, 72 parelles amb fills i 16 famílies monoparentals amb fills.
La població ha evolucionat segons el següent gràfic:
Habitants censats

### Habitatges
El 2007 hi havia 215 habitatges, 192 eren l'habitatge principal de la família, 13 eren segones residències i 9 estaven desocupats. 189 eren cases i 25 eren apartaments. Dels 192 habitatges principals, 113 estaven ocupats pels seus propietaris, 74 estaven llogats i ocupats pels llogaters i 5 estaven cedits a títol gratuït; 2 tenien una cambra, 8 en tenien dues, 20 en tenien tres, 62 en tenien quatre i 100 en tenien cinc o més. 171 habitatges disposaven pel capbaix d'una plaça de pàrquing. A 87 habitatges hi havia un automòbil i a 96 n'hi havia dos o més.

### Piràmide de població
La piràmide de població per edats i sexe el 2009 era:
| Homes | Edats   | Dones |
| ----- | ------- | ----- |
| 0     | 95 o +  | 0     |
| 4     | 90 a 94 | 0     |
| 8     | 85 a 89 | 12    |
| 8     | 80 a 84 | 0     |
| 8     | 75 a 79 | 8     |
| 8     | 70 a 74 | 0     |
| 0     | 65 a 69 | 16    |
| 4     | 60 a 64 | 28    |
| 16    | 55 a 59 | 4     |
| 28    | 50 a 54 | 20    |
| 12    | 45 a 49 | 12    |
| 24    | 40 a 44 | 12    |
| 12    | 35 a 39 | 16    |
| 36    | 30 a 34 | 16    |
| 32    | 25 a 29 | 28    |
| 0     | 20 a 24 | 24    |
| 8     | 15 a 19 | 8     |
| 16    | 10 a 14 | 8     |
| 24    | 5 a 9   | 16    |
| 16    | 0 a 4   | 16    |

## Economia
El 2007 la població en edat de treballar era de 308 persones, 232 eren actives i 76 eren inactives. De les 232 persones actives 197 estaven ocupades (106 homes i 91 dones) i 35 estaven aturades (18 homes i 17 dones). De les 76 persones inactives 31 estaven jubilades, 17 estaven estudiant i 28 estaven classificades com a «altres inactius».

### Ingressos
El 2009 a Sainte-Eulalie-en-Royans hi havia 202 unitats fiscals que integraven 554,5 persones, la mediana anual d'ingressos fiscals per persona era de 15.102 €.

### Activitats econòmiques
Dels 19 establiments que hi havia el 2007, 1 era d'una empresa extractiva, 1 d'una empresa alimentària, 1 d'una empresa de fabricació d'altres productes industrials, 4 d'empreses de construcció, 4 d'empreses de comerç i reparació d'automòbils, 3 d'empreses d'hostatgeria i restauració, 1 d'una empresa financera, 3 d'empreses de serveis i 1 d'una empresa classificada com a «altres activitats de serveis».
Dels 5 establiments de servei als particulars que hi havia el 2009, 1 era un paleta, 1 guixaire pintor, 1 lampisteria, 1 perruqueria i 1 restaurant.
L'any 2000 a Sainte-Eulalie-en-Royans hi havia 22 explotacions agrícoles que ocupaven un total de 360 hectàrees.

## Equipaments sanitaris i escolars
El 2009 hi havia una escola elemental.

## Poblacions més properes
El següent diagrama mostra les poblacions més properes.